# Jens Portin
Jens Olof Portin (Jakobstad, 13 dicembre 1984) è un ex calciatore finlandese, di ruolo difensore.

## Biografia
È il fratello maggiore dell'ex calciatore Jonas Portin.

## Carriera

### Club
È cresciuto nello Jaro, con cui ha disputato cinque campionati nella massima serie finlandese.
Nel 2010 si trasferisce al Gefle in Svezia, dove rimane fino al 2017, quando si ritira a poco meno di 33 anni al termine del campionato di Superettan.

### Nazionale
Ha fatto parte della nazionale Under-21 della Finlandia.